# Australorzekotka złocista

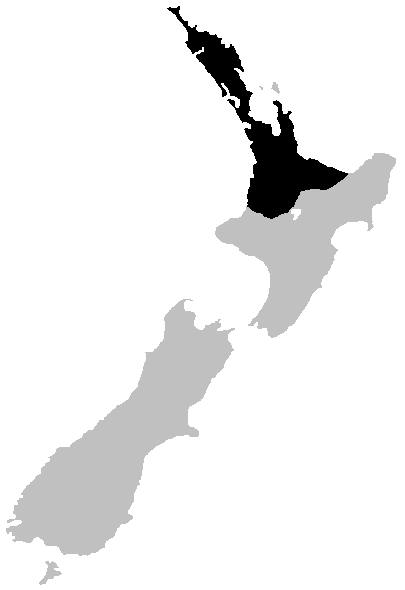
Zasięg występowania na Nowej Zelandii

Australorzekotka złocista, rzekotka złocista (Ranoidea aurea) – gatunek płaza bezogonowego z podrodziny Pelodryadinae w obrębie rodziny rzekotkowatych (Hylidae). 

## Występowanie
Południowo-wschodnie wybrzeże Australii; introdukowany na Nowej Zelandii, Nowej Kaledonii i Vanuatu.